# 24 Horas de Le Mans de 1923
As 24 Horas de Le Mans de 1923 foi a edição de estreia e o 1° grande prêmio automobilístico das 24 Horas de Le Mans, tendo acontecido nos dias 26 e 27 de maio de 1923 em Le Mans, França no autódromo francês, Circuit de la Sarthe.

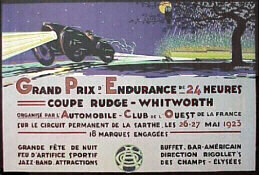
Panfleto da corrida inaugural de 1923.

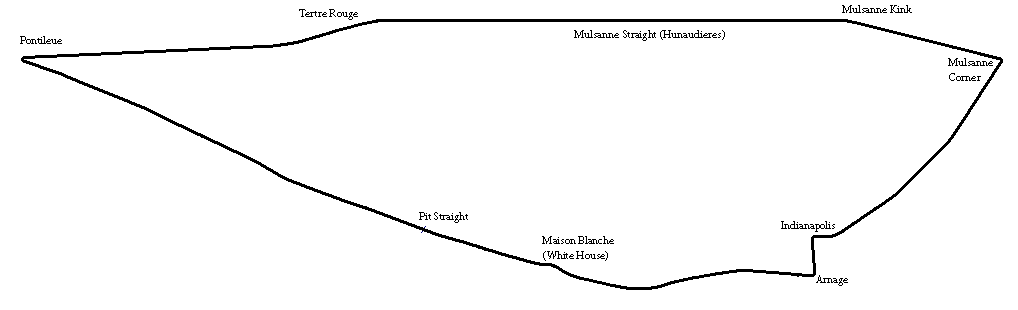
Le Mans 1923

## Resultados Finais

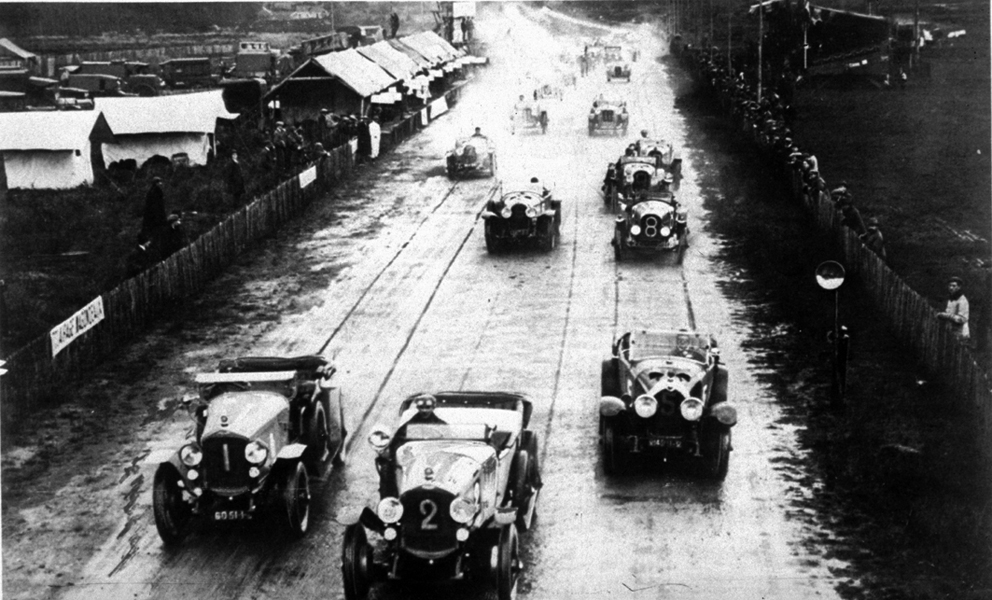
Largada para edição inaugural de 1923.

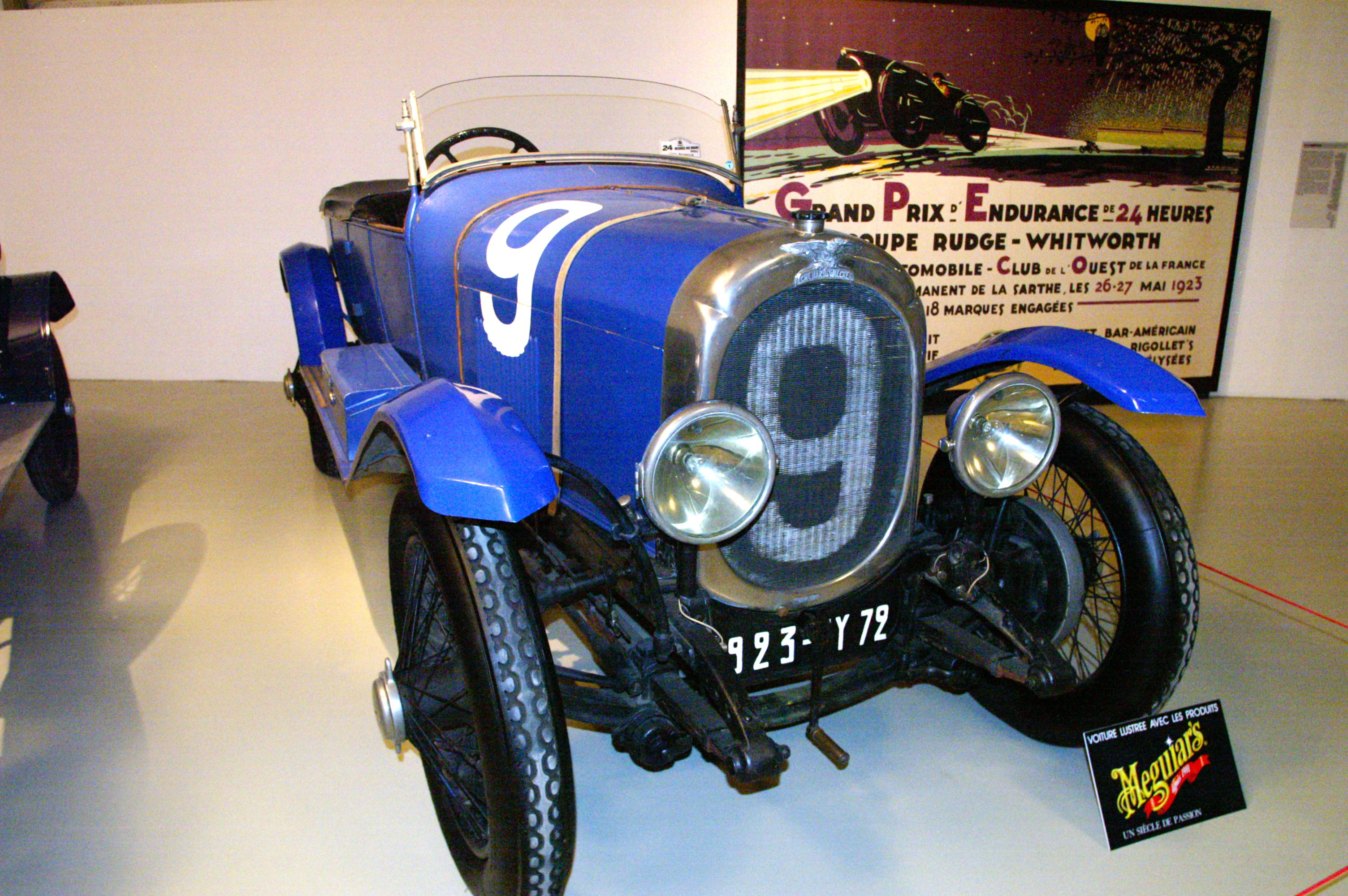
N°9 Chenard et Walcker Sport 3-Litros vencedor da primeira edição das 24 Horas de Le Mans

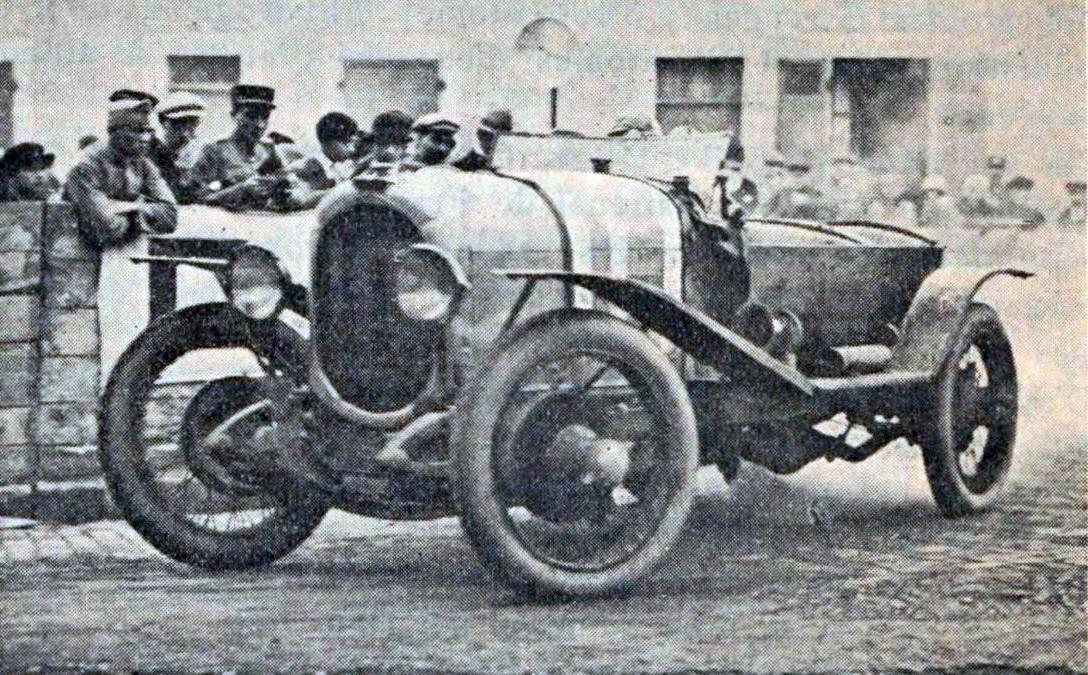
N°10 Chenard et Walcker Sport 3 Litros

| Posição | Classe | No | Equipe                                                        | Piloto                                         | Chassis                         | Motor                      | Voltas |
| ------- | ------ | -- | ------------------------------------------------------------- | ---------------------------------------------- | ------------------------------- | -------------------------- | ------ |
| 1       | 3.0    | 9  | Equipe sem nome                                               | André Lagache René Léonard                     | Chenard et Walcker Sport        | Chenard et Walcker 3.0L I4 | 128    |
| 2       | 3.0    | 10 | Equipe sem nome                                               | Raoul Bachmann Christian d'Auvergne            | Chenard et Walcker Sport        | Chenard et Walcker 3.0L I4 | 124    |
| 3       | 2.0    | 23 | Equipe sem nome                                               | Paul Gros Raymond de Tornaco                   | Bignan 11HP Desmo Sport         | Bignan 2.0L I4             | 120    |
| 4       | 3.0    | 8  | Capt. J.F. Duff                                               | Capt. John F. Duff Frank Clement               | Bentley 3 Litre Sport           | Bentley 3.0L I4            | 112    |
| 5       | 2.0    | 24 | Equipe sem nome                                               | Philippe de Marne Jean Martin                  | Bignan 11HP Commercial          | Bignan 2.0L I4             | 112    |
| 6       | 8.0    | 1  | Compagnie Nationale Excelsior                                 | André Dills Nicolas Caerels                    | Excelsior Albert 1er            | Excelsior 5.3L I6          | 112    |
| 7       | 3.0    | 11 | Equipe sem nome                                               | Fernand Bachmann Raymond Glaszmann             | Chenard & Walcker Tourisme      | Chenard & Walcker 3.0L I4  | 110    |
| 8       | 5.0    | 7  | Equipe sem nome                                               | Gérard de Courcelles André Rossignol           | Lorraine-Dietrich B3-6          | Lorraine-Dietrich 3.4L I6  | 108    |
| 9       | 8.0    | 2  | Compagnie Nationale Excelsior                                 | Gonzaque Lécureul "Flaud"                      | Excelsior Albert 1er            | Excelsior 5.3L I6          | 106    |
| 10      | 1.5    | 28 | Equipe sem nome                                               | Max de Pourtealés Sosthene de la Rochefoucauld | Bugatti Brescia 16S             | Bugatti 1.5L I4            | 104    |
| 11      | 3.0    | 17 | Equipe sem nome                                               | "Migeot" Eugéne Verpault                       | Brasier TC4                     | Brasier 2.1L I4            | 99     |
| 12      | 1.1    | 34 | Equipe sem nome                                               | Lucien Desvaux Georges Casse                   | Salmson VAL3                    | Salmson 1.1L I4            | 98     |
| 13      | 3.0    | 16 | Equipe sem nome                                               | "Belbue" Paul Torchy                           | Delage DE 11HP                  | Delage 2.1L I4             | 98     |
| 14      | 3.0    | 19 | Equipe sem nome                                               | Charles Montier Albert Ouriou                  | Montier Speciale (Ford Model T) | Montier 2.0L I4            | 97     |
| 15      | 1.1    | 33 | Equipe sem nome                                               | Maurice Benoist Luis Ramon Buenovinci          | Salmson VAL3                    | Salmson 1.1L I4            | 93     |
| 16      | 2.0    | 21 | Equipe sem nome                                               | M. Cappé Jean Dourianou                        | Georges Irat 4/A3               | Georges Irat 2.0L I4       | 93     |
| 17      | 3.0    | 14 | Equipe sem nome                                               | Jean de Marguenat Gaston Delalande             | Rolland-Pilain B22              | Rolland-Pilain 2.3L I4     | 92     |
| 18      | 1.1    | 35 | Equipe sem nome                                               | Maurice Boutmy Jérôme Marcandanti              | Amilcar CV                      | Amilcar 1.0L I4            | 89     |
| 19      | 5.0    | 5  | Equipe sem nome                                               | Robert Bloch "Stalter"                         | Lorraine-Dietrich               | Lorraine-Dietrich 3.4L I6  | 88     |
| 20      | 3.0    | 12 | Equipe sem nome                                               | Edouard Probst "Redon"                         | Berliet VH 12HP                 | Berliet 2.6L I4            | 88     |
| 21      | 3.0    | 15 | Equipe sem nome                                               | Louis Sire Georges Guignard                    | Rolland-Pilain R                | Rolland-Pilain 2.2L I4     | 84     |
| 22      | 1.5    | 29 | Equipe sem nome                                               | Louis Pichard René Marie                       | Bugatti Brescia 16S             | Bugatti 1.5L I4            | 82     |
| 23      | 2.0    | 25 | Equipe sem nome                                               | Jean Pouzet Edmond Pichon                      | Rolland-Pilain RP               | Rolland-Pilain 1.9L I4     | 80     |
| 24      | 2.0    | 24 | Equipe sem nome                                               | Jules Robin Gérard Mariner                     | Rolland-Pilain RP               | Rolland-Pilain 1.9L I4     | 80     |
| 25      | 1.5    | 30 | Equipe sem nome                                               | Louis Balart Charles Drouin                    | Corre La Licorne                | Corre 1.4L I4              | 80     |
| 26      | 2.0    | 27 | Equipe sem nome                                               | Léon Molon Lucien Molon                        | Vinot Deguingand BP 10HP        | Vinot Deguingand 1.8L I4   | 77     |
| 27      | 3.0    | 18 | Equipe sem nome                                               | "Maillon" Léopold Jougeut                      | Brasier TB4                     | Brasier 2.1L I4            | 76     |
| 28      | 2.0    | 20 | Equipe sem nome                                               | Albert Colomb W. Lestienne                     | Corre La Licorne EV 12CV        | Corre 2.0L I4              | 74     |
| 29      | 2.0    | 22 | Equipe sem nome                                               | "Milhaud" Pierre Malleveau                     | Georges Irat 4/A3               | Georges Irat 2.0L I4       | 73     |
| 30      | 1.1    | 32 | Société des Automobiles a Refroidissements par Air (S.A.R.A.) | Lucien Erb Robert Battagliola                  | S.A.R.A. ATS                    | S.A.R.A. 1.1L I4           | 57     |
| 31 DNF  | 5.0    | 6  | Equipe sem nome                                               | Henri Stoffel R. Labouchére                    | Lorraine-Dietrich B3-6          | Lorraine-Dietrich 3.4L I6  | 50     |
| 32 DNF  | 3.0    | 13 | Equipe sem nome                                               | Roland Jacquot Georges Ribail                  | Brasier VH 12HP                 | Brasier 2.6L I4            | 44     |
| 33 DNF  | 1.1    | 31 | Société des Automobiles a Refroidissements par Air (S.A.R.A.) | Francois Piazzoli André Marandet               | S.A.R.A. ATS                    | S.A.R.A. 1.1L I4           | 14     |

Legenda :DNQ = Não largou - DNF = Abandono - NC = Não classificado - DSQ= Desqualificado